# بخاخ النفس
بخاخ النَفَس أو رشاش النَفَس (بالإنجليزية: Breath spray)‏ هو منتج يتم رشه في الفم بغرض التخلص مؤقتًا أو على الأقل التستر على رائحة الفم الكريهة.

## الاستخدام
يتم الإعلان أحيانًا عن بخاخات التنفس على أنها مخصصة للمدخنين، و للذين يمضغون التبغ، وللتستر على رائحة تدخين السيجار، وكل هذا ينصبّ في التخلص من رائحة الفم الكريهة.

## مدة التأثير
يصنّف رذاذ التنفس على أنه قصير المدى، حيث يستمر تأثيره من 4 إلى 6 ساعات فقط.

## النكهات
تشمل النكهات الشائعة النعناع، والقرفة. هذا بالإضافة إلى نكهات ابتكرتها الشركات المصنعة مثل النعناع المثلّج والبارد.

## المكونات
تحتوي بخاخات التنفس على مكونات أساسية مثل: ثاني أكسيد الكلور، والكلورهيكسيدين، وكلوريد سيتيل بيريدينيوم، والزيوت الأساسية، وهينوكيتيول، وأيونات الزنك، والكحول.

## الخصائص
بعض بخاخات التنفس يكون لها خصائص مضادة للبكتيريا، وبما أنّ الكحول غالبًا ما يكون مكونًا رئيسيًا لبخاخات التنفس، فإن بعض العلامات التجارية تعلن عن منتجاتها على أنها خالية من الكحول.  حيث يُعتقد أن الكحول مسؤول عن التسبب في جفاف الفم عند استخدام بخاخات التنفس المحتوية على الكحول أو غسول الفم بشكل متكرر.
كما تدعو بعض العلامات التجارية أيضًا إلى استخدام تركيبات خالية من السكر مع مراعاة العواقب الضارة للسكر للتسبب في تسوس الأسنان.